# Arcesio Aragón Holguín
Arcesio Aragón Holguín ODB (Buga, 4 de mayo de 1872-Popayán, 13 de julio de 1956) fue un abogado, escritor e historiador colombiano.

## Biografía

### Nacimiento, estudios y trayectoria laboral
Nació en Buga, Estado Soberano del Cauca, en el hogar conformado por Nepomuceno Aragón y Helena Holguín. En su ciudad natal cursó sus primeras letras. Se trasladó en 1887 a Popayán, donde adelantó estudios de jurisprudencia en la Universidad del Cauca y, tras presentar su examen público de grado en los salones de la Gobernación, obtuvo el título de doctor en Derecho y Ciencias Políticas en 1893. Luego de graduarse se radicó en la capital del Cauca, donde se vinculó laboralmente a su alma mater, claustro en el que ejercició la docencia de materias como derecho penal.
A lo largo de su vida ocupó varios cargos en la administración pública municipal y departamental, entre ellos, Secretario de Gobierno, director general de Instrucción Pública, director general de Higiene, Rector de la Universidad del Cauca, Presidente del Consejo Directivo de dicho claustro y Secretario del Concejo Municipal.

### Trayectoria académica
Una parte considerable de su obra escrita se enfocó en la investigación en el campo del derecho penal y administrativo. Fue también un erudito historiador, genealogista e investigador que estudió y divulgó la historia de Popayán y del antiguo departamento del Cauca, en particular el período republicano. Inició su labor como escritor en El Puracé, periódico que circuló en Popayán entre 1892 y 1893 bajo la dirección de Guillermo Valencia. Muchas de sus ulteriores investigaciones históricas fueron publicadas en la revista Popayán, de la cual llegó a ser jefe de redacción, editor en jefe y director.
Su célebre oratoria se hizo manifiesta en momentos determinantes de la historia de la ciudad. En 1910, en el marco de la conmemoración del primer centenario de la Independencia de Colombia, Aragón pronunció un discurso intitulado Popayán en la guerra magna, en el acto solemne de premiación de los concursos convocados para tal efemérides, en algunas de cuyas categorías Rafael Maya y Gustavo Arboleda ocuparon los primeros puestos. El 23 de abril de 1916 pronunció uno de los discursos del acto de inauguración del paraninfo de la Universidad del Cauca.
Una de sus obras más conocidas es Fastos Payaneses, en que Aragón describe los cuatro primeros siglos de existencia de Popayán, desde la llegada de los españoles durante la Conquista hasta el período de florecimiento de la ciudad y sus hijos ilustres, entre ellos los numerosos caucanos que han ocupado la primera magistratura de Colombia y varios otros que se han destacado en las artes, las letras y la vida nacional.
En reconocimiento de su obra Codificación de Policía del antiguo departamento del Cauca, Aragón fue admitido en 1898 como socio nacional correspondiente de la Sociedad Colombiana de Jurisprudencia, precursora de la Academia del mismo nombre. Perteneció a la Academia Hispanoamericana de Ciencias y Artes de Madrid, a la Real Academia Española, a la Academia Colombiana de Historia, a la Sociedad Geográfica del Cauca y a la Academia de Historia del Cauca, que presidió en 1943. El 29 de diciembre de 1933 fue elegido Miembro Correspondiente de la Academia de Historia de Cartagena.

## Familia
Contrajo matrimonio en Popayán, en 1899, con Juana Pardo Pino, hija de Leonidas Pardo López y Carmen Pino de Pardo.
Fueron padres de Herminia (célibe); Arturo, casado con Josefina Ospina Madriñán (quien era hija de Mariano Ospina Vásquez, a su vez nieta de Mariano Ospina Rodríguez y sobrina de Pedro Nel y Tulio Ospina Vásquez); Josefina, casada con Ernesto Ordóñez Paredes; Víctor Alberto, casado con Lilian Bateman Webber; Blanca Emma, casada con Alfredo Constaín Delgado; Esperanza Bertilda, fallecida joven; y Carmen Fanny (Carmenza), casada con Antonio Borrero Holguín.

## Homenajes
Por recomendación del Ministerio de Educación Nacional, el Gobierno del presidente Eduardo Santos condecoró a Aragón en 1940 con la Orden de Boyacá en el grado de Caballero, en reconocimiento a su contribución al estudio de la historia nacional y del derecho, y al conmemorarse el cincuentenario de su labor como catedrático.
Falleció a los 84 años de edad en Popayán, ciudad cuyo Concejo Municipal lo había declarado Hijo Adoptivo mediante acuerdo N.º 7 del 8 de mayo de 1943. Esa misma corporación le había otorgado en sesión solemne una medalla de oro tras cumplir cincuenta años de investidura doctoral.

## Obra
La producción escrita de Aragón comprende:

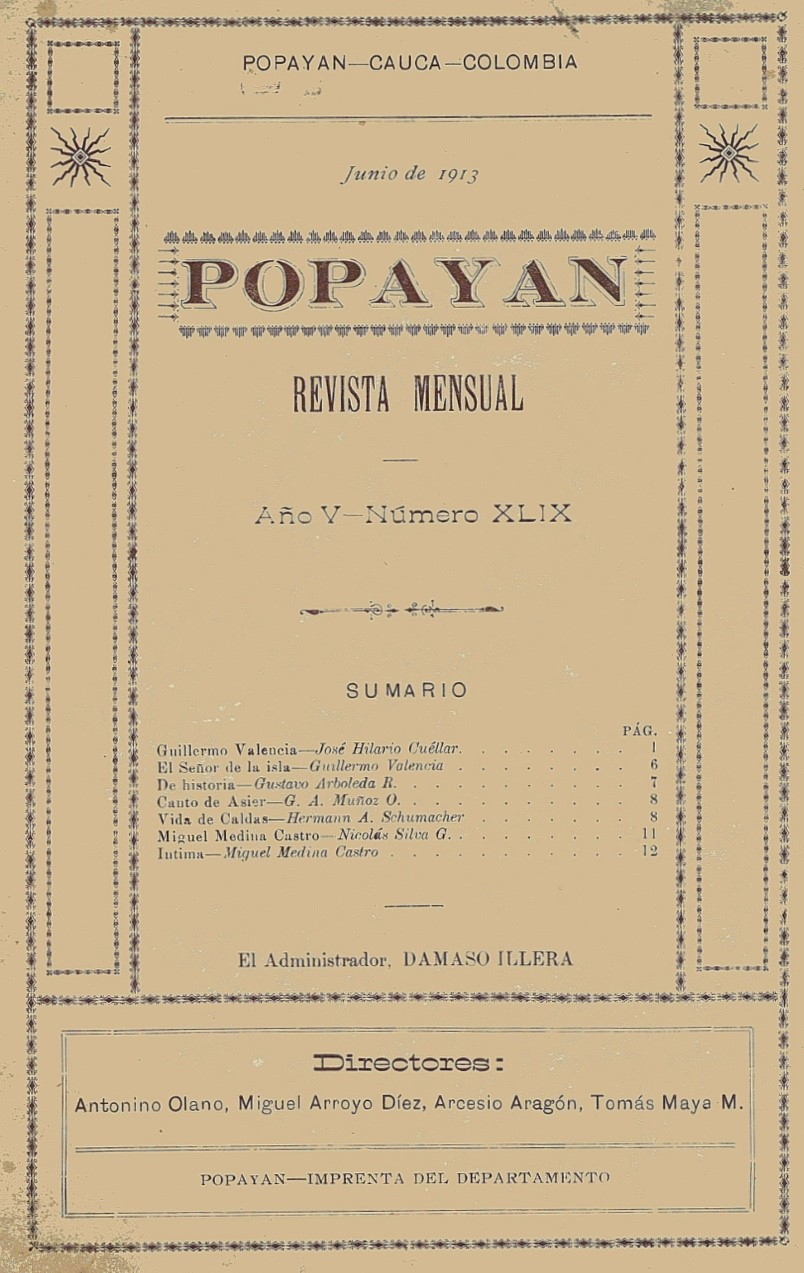
Ejemplar de la revista Popayán de junio de 1913, cuando Arcesio Aragón era uno de sus directores.

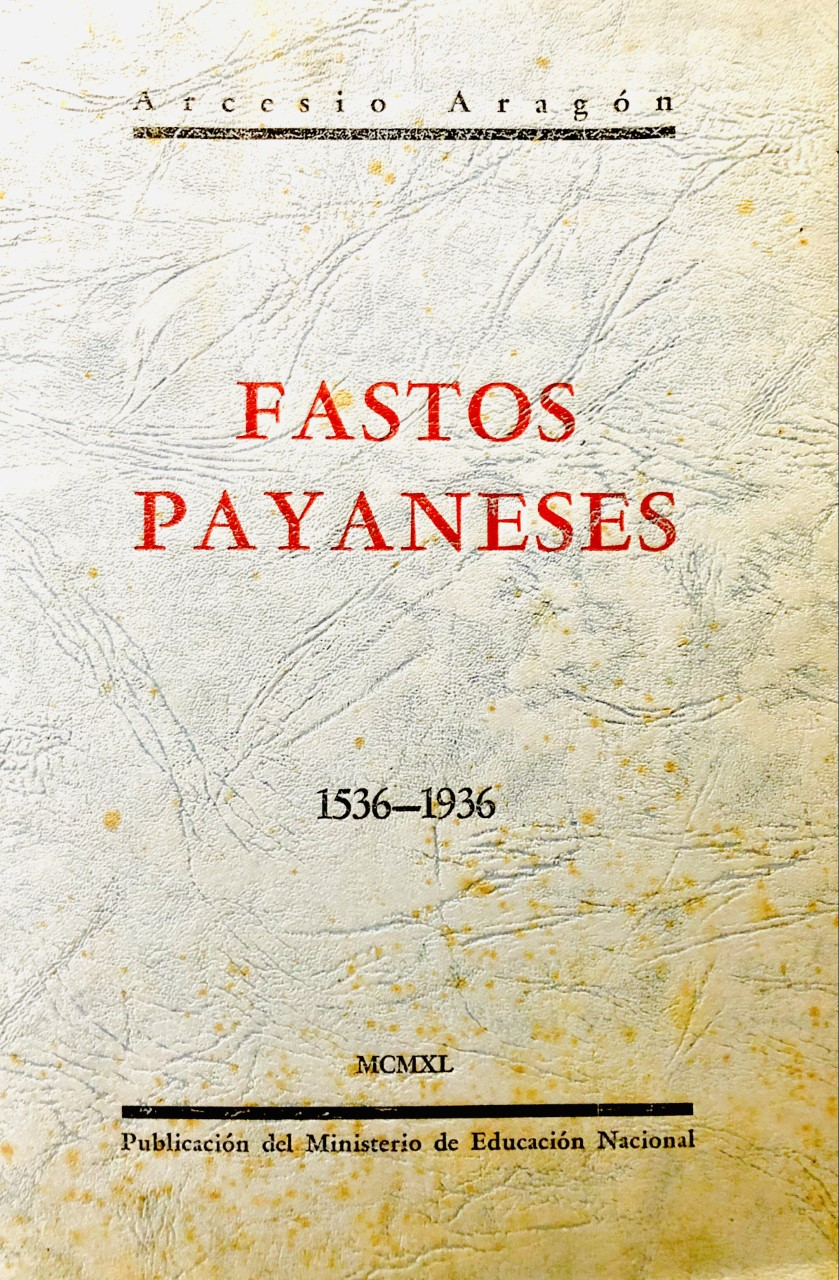
Portada del primer tomo de Fastos Payaneses, obra editada por el Ministerio de Educación Nacional.

#### Obra jurídico-administrativa
- Codificación de Policía del antiguo departamento del Cauca (1898).
- Nueva Codificación de Policía (1905).
- Pequeño Memorándum Administrativo (1906).
- Estudios Penales (1908).
- Repertorio Administrativo (1912).
- Proyecto de Código de Policía del Departamento del Valle (1920).
- Proyecto de Código Fiscal (1922).
- Nociones de Derecho Público Interno (1923).
- Jurisprudencia Administrativa, primera edición (1928); segunda edición (1937).
- Elementos de Criminología (1934), primera obra de su género escrita en Colombia.

#### Obra histórica
- Popayán (1920).
- La Universidad del Cauca - Monografía Histórica (1925).
- Popayán a la memoria del Libertador en el primer centenario de su muerte (1930).
- Popayán, con ocasión del cuarto centenario de fundación de la ciudad (1937).
- Fastos Payaneses, tomos I y II (1940).
- Valencia, cifra de un pueblo (1943).
- El Panteón de los Próceres de Popayán (1947).
- Las mujeres payanesas (1947).
- Un regente de España nacido en Popayán, en el Nuevo Reino de Granada (1949), publicado en Madrid, en la Revista de Indias.
- El general José María Córdova y Popayán (1952).
- Bosquejo biográfico del Arzobispo de Bogotá Dn. Manuel José Mosquera (1953).
- Legado de un payanés al rey de España (1954).
- Asesinato de don Pedro Crespo, un delito pasional (edición póstuma, 1957).